# Eyal Sivan

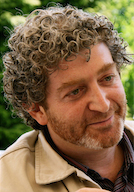
Eyal Sivan

Eyal Sivan (* 9. September 1964 in Haifa, Israel) ist ein israelischer Filmemacher, Regisseur und Kritiker verschiedener Auswirkungen der Politik seines Landes.

## Leben
Sivan ging in Jerusalem zur Schule, ohne diese abzuschließen. Er begann zu fotografieren und fand Arbeit als Modefotograf in Tel Aviv. 1985 verließ er seine Heimat und ging nach Paris, da er dort ein toleranteres Umfeld für seine Ansichten fand. Er ist ein erklärter Antizionist und ruft zum zivilen Ungehorsam in Israel auf. Als Alain Finkielkraut ihn 2006 als „jüdischen Antisemiten“ bezeichnete, verklagte er diesen wegen Beleidigung.
In den letzten Jahren war Sivan Reader außerordentlicher Professor für Medienproduktion an der School of Arts and Digital Industries an der University of East London, wo er den MA-Studiengang für Film, Video und neue Medien mit leitete. Derzeit ist Sivan Honorary Fellow an der University of Exeter, unterrichtet im Masterstudiengang Film an der Niederländischen Filmakademie in Amsterdam und ist Mitglied des Redaktionsausschusses des Pariser Verlags La Fabrique Editions.
Sivan wurde vorgeworfen, in seinem Film Ein Spezialist (1999) über den Eichmannprozess in Jerusalem das zugrunde liegende Archivmaterial teilweise manipulativ zusammengefügt zu haben während andere den Hannah Arendt gewidmeten Film als "intensives Zeitdokument" loben.
Gegen die Aufführung des sich als "Mahnmal" verstehenden und keine Partei ergreifen wollenden Dokumentarfilm "Route 181" protestierten 2004 in Paris Intellektuelle wie Bernard-Henry Lévy, worauf sich linke Intellektuelle und Kulturschaffende von Étienne Balibar bis Jean-Luc Godard zusammenschlossen, um die Wiederaufnahme von "Route 181" ins Filmprogramm des Centre Pompidou zu erwirken.

## Filmografie
- 1987: Aqabat-Jaber, passing through
- 1991: Izkor: Slaves of Memory
- 1991: Israland (TV-Doku, 58 min.)
- 1993: Itgaber, he will Overcome (2 x 85 Min.)
- 1994: Jerusalem(s), Borderline Syndrome (64 Min.)
- 1995: Aqabat-Jaber, Peace with no Return? (61 Min.)
- 1996: Itsembatsemba: Rwanda One Genocide Later (35 Min.)
- 1997: Burundi, under Terror (35 Min.).
- 1999: Un Spécialiste: Portrait d'un Criminelle Moderne; deutscher Titel: Ein Spezialist. Ein interpretierter Dokumentarfilm, Koproduktion von Momento !, Paris, Lotus Film, Wien und Westdeutscher Rundfunk Köln. Zweistündiger Zusammenschnitt der restaurierten Videoaufzeichnungen des Prozesses gegen Adolf Eichmann. Ohne gesprochenen Offkommentar oder Erzähler, gesprochene Sprachen: Hebräisch, Deutsch, Französisch, Englisch, Jiddisch.
- 2001: On the Top of the Descent Fiction (Kurzfilm, 32 min.)
- 2003/2004: Route 181 – Fragments of a Journey to Palestine/Israel. Produzent: Omar al-Qattan, Co-Regisseur: Michel Khleifi.[7]
- 2004: I love You All; deutscher Titel Aus Liebe zum Volk. Halbdokumentarischer Film über das Ministerium für Staatssicherheit der DDR und seine Auflösung während der Wendezeit, anhand fiktiver, nach der Wende reflexiv zurückblickender Tagebuchaufzeichnungen eines Stasioffiziers, die im Off gelesen werden. Das Bildmaterial besteht aus originalem Schulungs- und Observationsmaterial der Staatssicherheit, Fernsehaufzeichnungen der Wendezeit und heute entstandenen Aufnahmen ehemaliger Stasi-Einrichtungen.
- 2005: Faces of the Fallen (TV-Doku, 52 Min)
- 2007: Citizens K., the Twin Brothers (TV-Doku, 54 Min.).
- 2009: Jaffa, the Orange's Clockwork.
- 2012: Common State: Potential Conversation.

## Ehrungen und Preise
- 2001: Grimme-Preis mit Gold in der Kategorie Information und Kultur für Ein Spezialist.

## Teilnahme an Ausstellungen
- 2002: Documenta 11

## Veröffentlichungen
- 1999: mit Rony Brauman: Éloge de la désobéissance: a propos d'„Un Spécialiste“ Adolf Eichmann. Éditions Le Pommier, Paris, ISBN 2-7465-0016-7.
- 2004: Aus Liebe zum Volk. Absolut Medien, Berlin, ISBN 3-89848-767-9.
- 2012: mit Éric Hazan: Un État commun entre le Jourdain et la mer. Éditions La fabrique, Paris, ISBN 978-2-35872-033-5.
- 2018: mit Armelle Laborie: Legitimer Protest. Promedia, Wien, ISBN 978-3-85371-436-2.